# NGC 5195

La Galaxia Remolino con su galaxia lenticular satélite NGC 5195.

NGC 5195  es una galaxia lenticular barrada enana que está interactuando con la Galaxia Remolino. Ambas galaxias están situadas aproximadamente a 25 millones de años luz de distancia en la constelación Canes Venatici. Juntas, las dos galaxias son una de las más famosas parejas de galaxias que interactúan en astronomía.
- Datos: Q378209
- Multimedia: NGC 5195 / Q378209